# نبرد سلطان‌آباد
نبرد سلطان‌آباد نبردی میان امپراتوری روسیه و ایران قاجاری در تاریخ ۱۳ فوریه ۱۸۱۲ بود که با پیروزی ایرانیان به پایان رسید.
ایرانیان که از نظر عددی برتری داشتند توسط عباس میرزا رهبری می‌شدند و با روس‌ها به رهبری پیوتر کوتلیارفسکی می‌جنگیدند. حمله ایرانیان به گرجستان با پیاده‌نظام جدید آموزش‌دیده انگلیسی و فرانسوی، آغازگر این جنگ بود. ایرانیان نیز توپ‌های اروپایی را از فرانسوی‌ها به دست آورده بودند.
ایرانیان با حرکت سریع‌تر از روس‌ها و حمله به آنها در نزدیکی اردوگاه خود در این نبرد پیروز شدند. اگرچه این جنگ یک پیروزی جزئی برای ایرانیان بود، عباس میرزا سعی کرد آن را یک پیروزی بزرگ نشان دهد.
اما در پایان، ایرانیان به دلیل مانور روس‌ها در پیرامون رود ارس که در نبرد اصلاندوز به اوج خود رسید، راهبرد تهاجمی خود را از دست دادند. اگر خبر حمله ناپلئون به روسیه در بهار سال بعد نبود، روس‌ها بیشتر پیشروی می‌کردند.